# Nerius brachantichirinus
Nerius brachantichirinus är en tvåvingeart som beskrevs av Willi Hennig 1937. Nerius brachantichirinus ingår i släktet Nerius och familjen Neriidae. Inga underarter finns listade i Catalogue of Life.